# Ánanda Kumárasvámí
Ánanda Kéntiš Muthú Kumárasvámí (tamilsky ஆனந்த குமாரசுவாமி, anglický přepis je Ananda Kentish Muthu Coomaraswamy; 22. srpna 1877 – 9. září 1947) byl světoznámý tamilský indolog, znalec orientálního umění, historik světových náboženství a metafyzik, spoluzakladatel školy perennialismu neboli integrálního tradicionalismu společně s Reném Guénonem. Proslul jako zastánce nezávislosti východních kultur na kolonialistickém Západu.
Kumárasvámího intelektuální život lze rozdělit na tři etapy: (1) indolog a společenský kritik (1900–1917), (2) dějepisec indického umění (1917–1932) a (3) perennialistický filosof (1932–1947).

## Publikační činnost (výběr)

### České překlady
- Čas a věčnost (orig. 'Time and Eternity'). 1. vyd. Zvolen: Sol Noctis, 2021. 144 s. Překlad: Ivan Šebesta.